# Clase Olympic
La clase Olympic fue un trío de transatlánticos construidos por los astilleros navales de Harland & Wolff en Belfast (Irlanda del Norte) para la compañía naviera White Star Line a principios del siglo XX. 
Dos de ellos, el RMS Titanic y el HMHS Britannic, se hundieron en 1912 y 1916 respectivamente. El único de los tres buques que sobrevivió y pudo cumplir su servicio fue el primero, el RMS Olympic, operando durante 24 años, hasta 1935, año en el que fue retirado del servicio y enviado al desguace.

## Historia

### Antecedentes

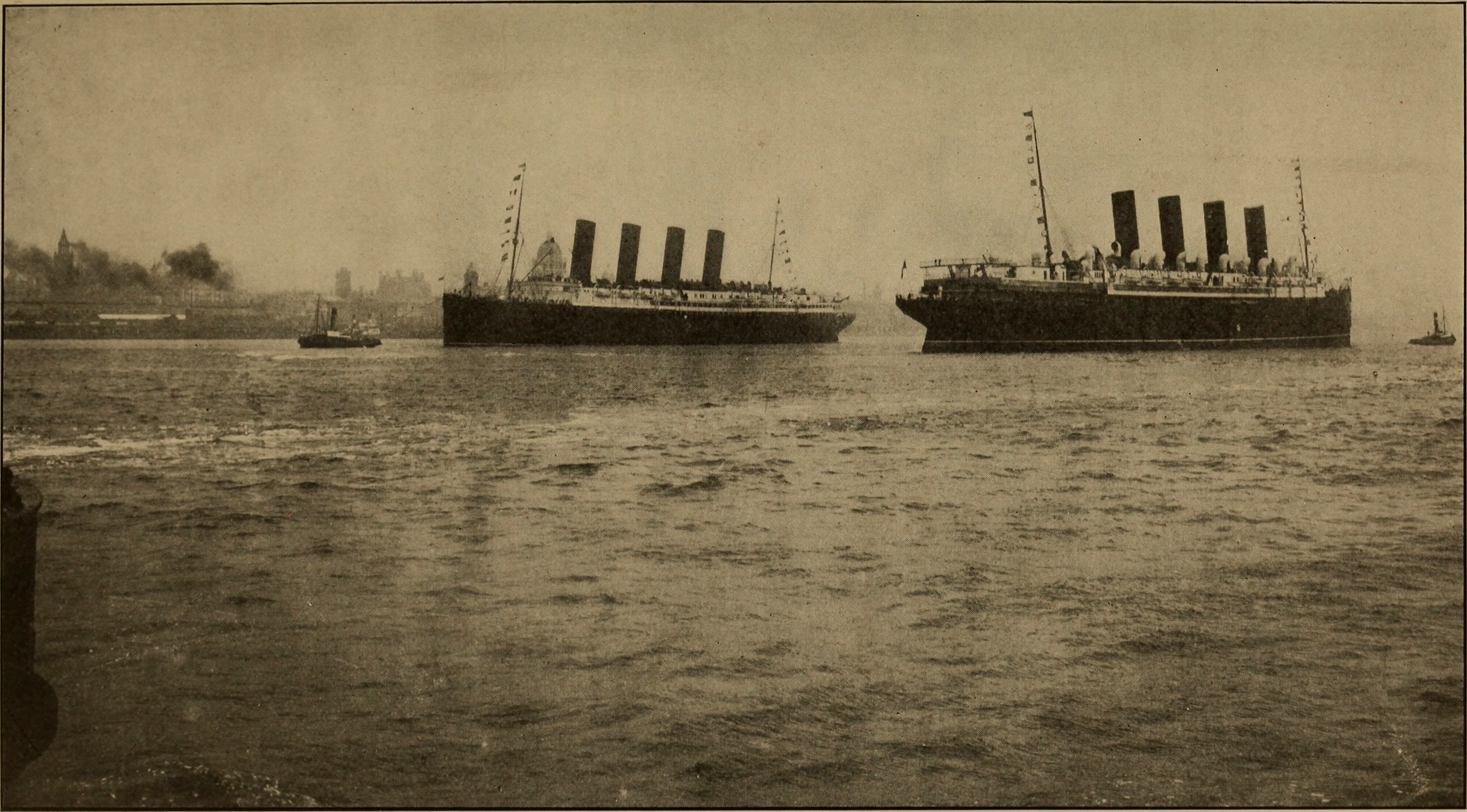
El y el en el puerto de Liverpool, en 1911. Ambos buques, propiedad de la Cunard Line, eran los transatlánticos más grandes, lujosos y rápidos de la época. White Star decidió hacerles frente ordenando la construcción de la clase Olympic.

La clase Olympic se concibió en 1907, cuando Lord William Pirrie, presidente de los astilleros Harland & Wolff de Belfast invitó a cenar a su casa —la cual es la actual embajada española en el Reino Unido— a Joseph Bruce Ismay, presidente de la empresa naviera White Star Line, la cual poseía una poderosa flota de transatlánticos, los cuales habían quedado anticuados en comparación con los dos nuevos buques de la compañía rival Cunard Line, el RMS Lusitania y el RMS Mauretania.  
En esta cena, Pirrie propuso a Ismay construir tres grandes transatlánticos que superaran en tamaño y lujo a los de la Cunard. El trío de barcos, originalmente planeados con 3 chimeneas, estaba formado por el RMS Olympic, el RMS Titanic y el RMS Gigantic (este último rebautizado después a Britannic), bautizados en honor a las tres razas mitológicas de la Antigua Grecia: los dioses olímpicos, los titanes y los gigantes.

### Construcción
Los tres colosos fueron construidos por los astilleros de Belfast, propiedad de Pirrie, y diseñados por él mismo, junto con su sobrino, Thomas Andrews, gerente de construcción y jefe del departamento de diseño de Harland & Wolff y su cuñado Alexander Carlisle, quien era el diseñador jefe y gerente general del astillero. Las responsabilidades de Carlisle incluían las decoraciones, los equipamientos y todos los arreglos generales, incluyendo la implementación de un sistema eficiente de pescantes para los botes salvavidas. Sin embargo, Carlisle dejó el proyecto en 1910, mientras los dos primeros buques estaban en plena construcción, cuando se hizo accionista en la empresa Welin Davit & Engineering Company Ltd, responsable de la fabricación de los pescantes.

### Carrera de los buques de la clase Olympic
Aunque los tres fueron los mayores y más lujosos de su tiempo, dos de ellos se perdieron: uno a principios de su carrera, el Titanic, en la catástrofe que tuvo lugar la madrugada del 15 de abril de 1912 mientras realizaba su viaje inaugural, y el Britannic, perdido mientras prestaba servicio como buque hospital durante la I Guerra Mundial, hundiéndose el 21 de noviembre de 1916 a causa de la explosión de una mina submarina, haciendo que el buque nunca entrara en el servicio comercial. El Olympic fue el único de los tres que se mantuvo en servicio, hasta que, como consecuencia de las secuelas de la Gran Depresión y la necesidad de financiar la construcción del RMS Queen Mary, fue retirado del servicio y vendido para su desguace en 1935, junto con el Mauretania y otros buques veteranos.
| Nombre         | Astillero       | Botado                | Baja                    | causa | imagen |
| -------------- | --------------- | --------------------- | ----------------------- | --- | ------ |
| RMS Olympic    | Harland & Wolff | 20 de octubre de 1910 | Marzo de 1935           | Retirado en 1935 y desguazado entre 1935 y 1937. |        |
| RMS Titanic    | Harland & Wolff | 31 de mayo de 1911    | 15 de abril de 1912     | Hundido durante su viaje inaugural, la noche del 14 al 15 de abril de 1912, al chocar con un iceberg.                                                                                       |        |
| HMHS Britannic | Harland & Wolff | 26 de febrero de 1914 | 21 de noviembre de 1916 | Nunca llegó a servir como barco de pasajeros debido al inicio de la Primera Guerra Mundial. Hundido durante su 6.º viaje en el canal de Kea (Grecia) tras chocar contra una mina submarina. |        |

## Diseño

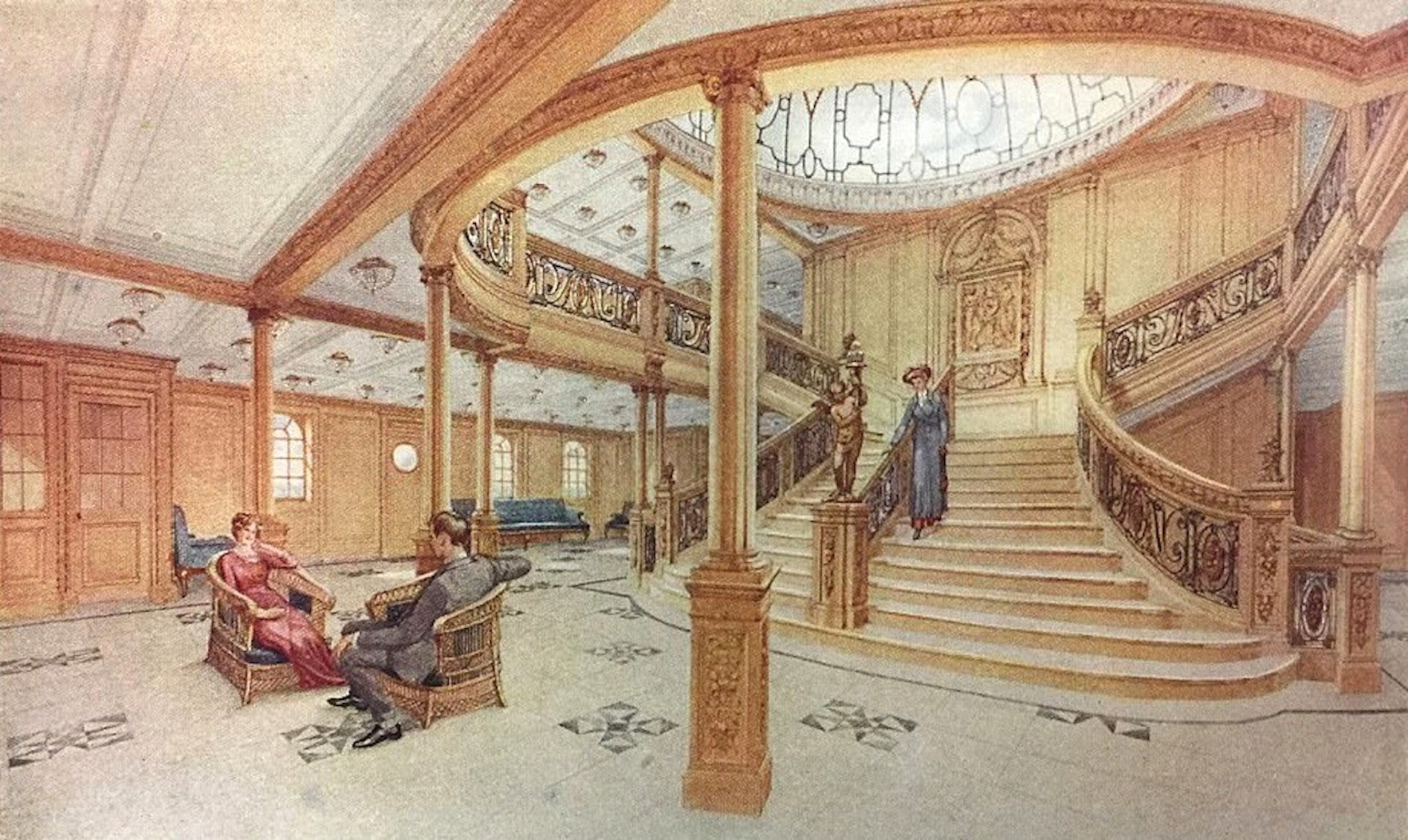
Ilustración de la Gran Escalera de 1.ª clase en un folleto promocional del y del, c. 1911.

Los buques disponían de varias cubiertas para los pasajeros, con ligeras variaciones entre ellos. No obstante, ninguna clase fue relegada. Los pasajeros de primera clase disfrutaban de lujosos camarotes que contaban con baños privados. Las dos suites más lujosas contaban, incluso, con una cubierta de paseo privada. También albergaban grandes comedores, dos Grandes Escaleras, tres ascensores, una sala de fumadores de estilo georgiano, dos cafeterías Verandah (decoradas con palmeras), una piscina cubierta, baños turcos, gimnasio, y otros diversos lugares para su entretenimiento.
La segunda clase también incluía una sala de fumadores, una biblioteca, un espacioso salón comedor, y un ascensor. Las instalaciones de segunda clase del Britannic también hubieran dispuesto de un gimnasio.
Finalmente, los pasajeros de tercera clase disfrutaban de una acomodación razonable comparada con otros barcos, si no incluso con la primera y segunda clase. En lugar de grandes dormitorios comunes ofertados en la mayor parte de los buques de la época, en la clase Olympic los pasajeros de tercera clase ocupaban camarotes que tenían entre 2 y 10 literas. Esta clase también disponía de sala de fumadores, una sala común y un comedor. El Britannic estaba destinado a proporcionar a los pasajeros de tercera clase más confort que sus buques gemelos.

### Cubiertas
Los buques de la clase Olympic poseían 8 cubiertas de pasajeros:

#### Cubierta de botes
Los botes salvavidas estaban ubicados en esta cubierta. Hacia proa, también se encontraba el puente de mando, los camarotes de los oficiales, la sala de radiotelegrafía Marconi, las máquinas que movían los ascensores y seis camarotes estándar de primera clase. En las paredes de este bloque, se hallaban ventanas circulares que iluminaban las habitaciones interiores de primera clase de la cubierta inferior.
En esta cubierta se encontraba también la parte superior de la famosa Gran Escalera de primera clase, cuya cúpula de cristal le brindaba luz natural a lo largo de sus niveles por medio de claraboyas a ambos lados. 
Entre la segunda y tercera chimenea se encontraba el techo elevado del salón general y la sala de lectura de primera clase. La cuarta chimenea no cumplía la función de expulsar humo de las calderas, sino que permitía dar ventilación a las cocinas inferiores y la segunda sala de máquinas donde se encontraba la turbina que movía la hélice central. 

#### Cubierta A
Este nivel albergaba camarotes hacia proa, la sala de lectura, la sala de fumadores, los cafés Verandah y grandes espacios cerrados de paseo para la primera clase a ambos costados de los buques. 
Al costado de la sala de lectura y en medio de la segunda y tercera chimeneas se encontraba el salón común de primera clase, el cual estaba decorado al estilo Luis XV. Estaba tapizado y contaba con paneles de madera bellamente tallada en las paredes. El salón estaba subdividido en pequeñas áreas privadas separadas por muros con espejos y apliques de bronce. En la parte trasera, del lado de babor, había un pasadizo que contaba con otra puerta giratoria y que conducía a la Gran Escalera trasera, muy similar en diseño a la principal.

#### Cubierta B

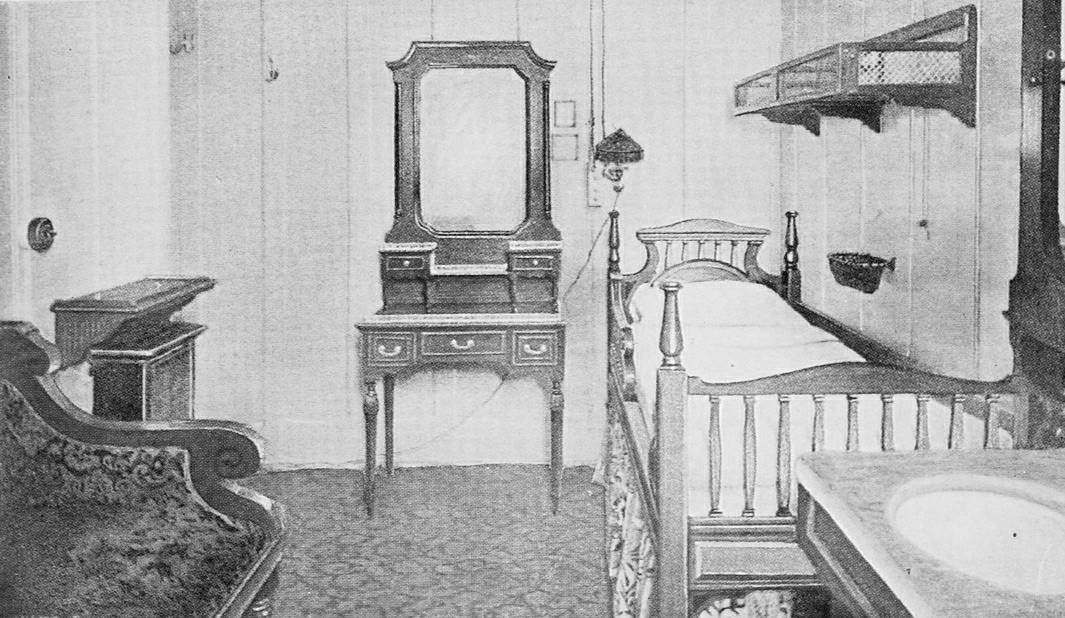
Cabina estándar B-21 de primera clase a bordo del Olympic, localizada en la cubierta B.

Esta cubierta fue diseñada principalmente para alojar a los pasajeros de primera clase y tener una cubierta de paseo que se extendiera desde proa hasta popa, dividida entre la primera y la segunda clase. 
Esta era la primera cubierta que recorría toda la eslora de los barcos, a pesar de que estaba dividida en tres partes, el castillo de proa, la mitad del navío y la cubierta de popa.
En el castillo de proa, se hallaba el mástil de los vigías y la primera escotilla, la cual funcionaba como tragaluz, debido a los pequeños ojos de buey sobre su cubierta. Esta zona estaba reservada exclusivamente para la tripulación, por lo que los pasajeros de tercera clase no podían acceder desde el nivel inferior. En cambio, en el castillo de popa funcionaba como cubierta de paseo para la tercera clase.

#### Cubierta C
Esta cubierta estaba dedicada principalmente a los alojamientos de los pasajeros de 1.ª clase y los espacios de la tripulación (confinados en la proa). 
A popa del todo, se ubicaba el salón general de 3.ª clase, a estribor, así como el de fumadores, a babor, con las escaleras también de tercera clase. Entre el centro y la popa se ubicaban el salón general de 2.ª clase o librería con un paseo también de 2.ª clase a ambos lados.
En la parte delantera, bajo el castillo de proa, había dos camarotes (uno a cada lado del buque) para los hombres de cubierta. Asimismo, se ubicaban dos comedores para uso del personal. A estribor se ubicaba el comedor para los fogoneros de las calderas. A ambos lados de la estructura se hallaban escaleras que conducían a los camarotes de los fogoneros en la cubierta inferior. A proa, también se hallaba el mecanismo del ancla. 

#### Cubierta D
En la parte delantera de esta cubierta se encontraban las estancias de los maquinistas y una sala común de tercera clase. En la parte media de los buques, al bajar por la Gran Escalera, los pasajeros entraban en la sala de recepción, decorada con sillones y mesas de mimbre y con paneles de madera blancos, esta sala estaba adjunta, mediante puertas dobles al salón comedor de primera clase.
El comedor de primera clase era de estilo jacobino, en combinación de paneles blancos y muebles de caoba, con lámparas en todas las mesas y vitrales en profusión, que recibían la luz natural de una hilera doble de ojos de buey. El comedor de segunda clase estaba situado a popa, con paneles de madera de color natural y sillas del mismo material, este comedor era casi tan espacioso como el de primera clase y la comida servida en ese provenía de la misma cocina que la comida del comedor de primera.
Hacia popa se encontraban camarotes de segunda clase, y más hacia popa, alojamientos de tercera clase.

#### Cubierta E

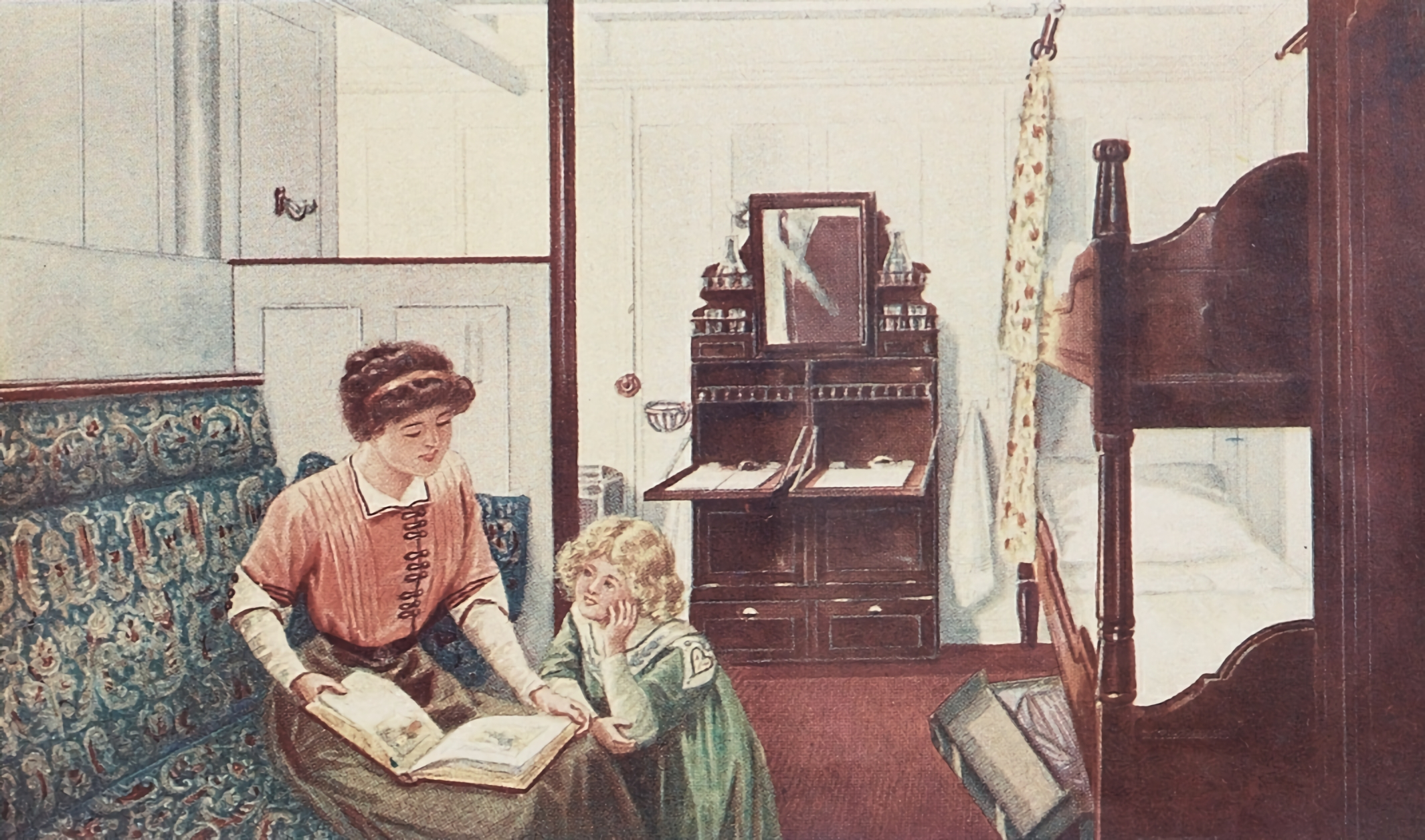
Grabado de un camarote de 2ª clase. A bordo de la clase Olympic, el confort de dichas estancias equivalía al de las instalaciones de 1ª clase de otros buques de la época.

Esta cubierta alojaba en su mayoría las cabinas de la tripulación, con su comedor correspondiente. A popa se hallaban alojamientos de segunda clase con dos escaleras, una de ellas con ascensor, una barbería, una tienda, una habitación donde los músicos guardaban sus instrumentos, y más hacia popa camarotes de tercera clase con una escalera.
En esta cubierta finalizaban la gran escalinata de proa de primera clase junto con sus tres ascensores, ambos daban acceso a los últimos camarotes de primera clase. Hacia proa, se ubicaban los alojamientos de 3.ª clase y de la tripulación. Un largo pasillo, de más de 100 metros de largo y denominado por los marineros como "Scotland Road", recorría gran parte de la superestructura dando acceso principalmente a dependencias de la tripulación y era transitado tanto por estos últimos como por los pasajeros de tercera clase. 

#### Cubierta F
Esta cubierta era ocupada en el centro por el comedor de tercera clase, junto a su cocina y despensa, con unas escaleras para ingresar a éste desde la cubierta superior. 
Del centro a popa estaban los alojamientos para los mayordomos, los camarotes de segunda clase con dos escaleras y un ascensor y los alojamientos de tercera clase con una sola escalera. A proa del todo había camarotes de tercera clase. En esta cubierta finalizaba la escalera de primera clase que daba acceso a los baños turcos y a la piscina. 
Los tres buques de la clase Olympic también incluían una perrera entre sus instalaciones. No obstante, solo se conoce la ubicación exacta de la perrera del primer barco del trío, el Olympic, que se localizaba en la cubierta E del navío. Sin embargo, se desconoce la ubicación exacta de su homóloga a bordo del Titanic, ya que, además de la posibilidad de encontrarse en la misma cubierta que la de su gemelo, también es posible que se encontrara o en la cubierta de botes o en la misma cubierta F, cerca de la cocina de tercera clase.

#### Cubierta G
Esta cubierta estaba dividida en dos partes; la de proa y la de popa. Puesto que por el medio se hallaban los huecos que alojaban los grandes motores y las calderas que subían desde la sala de máquinas, dos cubiertas más abajo.
Hacia popa, diversas despensas almacenaban alimentos. Más a popa, algunos camarotes para tripulación, para 3.ª clase y los últimos para 2.ª clase con dos escaleras y un ascensor. A proa, se encontraba la sala de squash y esgrima, para acceder a ésta había que bajar por unas escaleras de la cubierta D. A proa del todo, se ubicaba la sala de clasificación del correo junto a la bodega de equipaje para primera clase y a unos camarotes de la tripulación y de tercera clase contiguos a unas escaleras para la tripulación y otras para pasajeros de 3.ª clase.

## Diferencias entre el Olympic y el Titanic

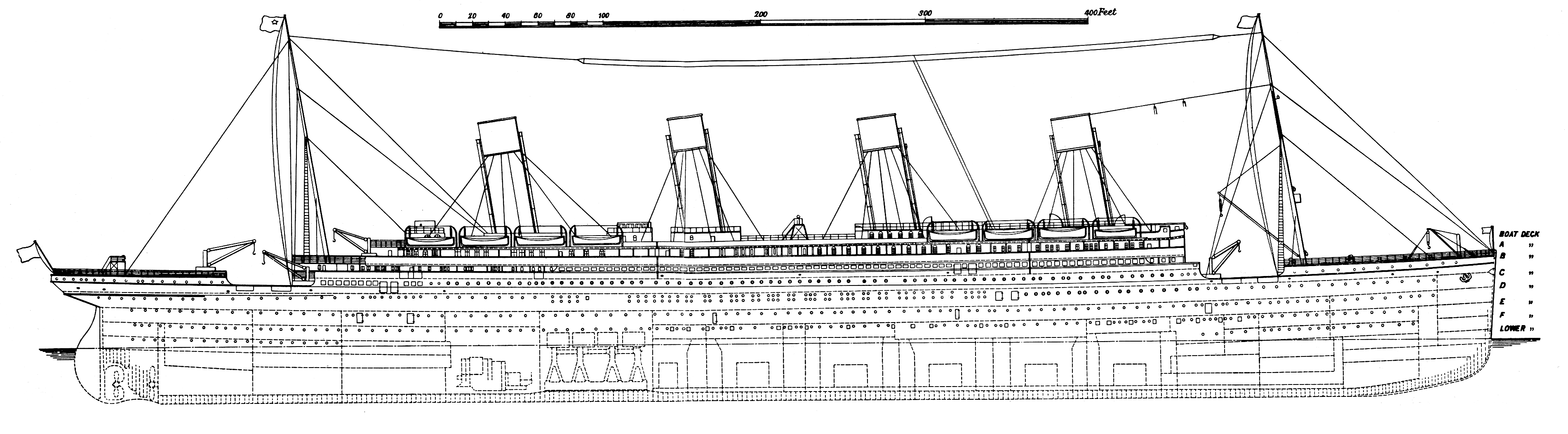
Plano del lateral del Olympic, primer buque de la clase.

Aunque ambos transatlánticos eran casi idénticos, el Titanic tenía algunos detalles que lo diferenciaban de su buque gemelo, el Olympic, mayormente en el exterior, pero también en el interior. Las principales diferencias son citadas a continuación.

#### Exteriormente
- Cubierta de botes: respecto al Olympic, en el Titanic los alerones del puente de mando sobresalían por los costados en unos 60 cm.
- Cubierta: respecto al Olympic, en el Titanic la mitad delantera de la cubierta de paseo A estaba cerrada por un grupo de unas 42 ventanas.
- Cubierta B: en la sección media o superestructura del Titanic la disposición de las ventanas era, en general, de forma irregular. El último 1/8 estaba abierto, sin ventanas. En el Olympic las ventanas estaban dispuestas, casi todas, de forma regular. Su 1/4 trasero no disponía de ventanas. En el castillo de popa los cambios en el Titanic, respecto a su gemelo, eran que el puente de conexión sobresalía por los costados del navío en unos 60 cm.
- Cubierta D: en el Titanic, en los portalones de acceso de primera clase figuraban dos ventanas rectangulares verticales, mientras que en el Olympic, en sus portalones de 1.ª clase tenían un ojo de buey redondo.

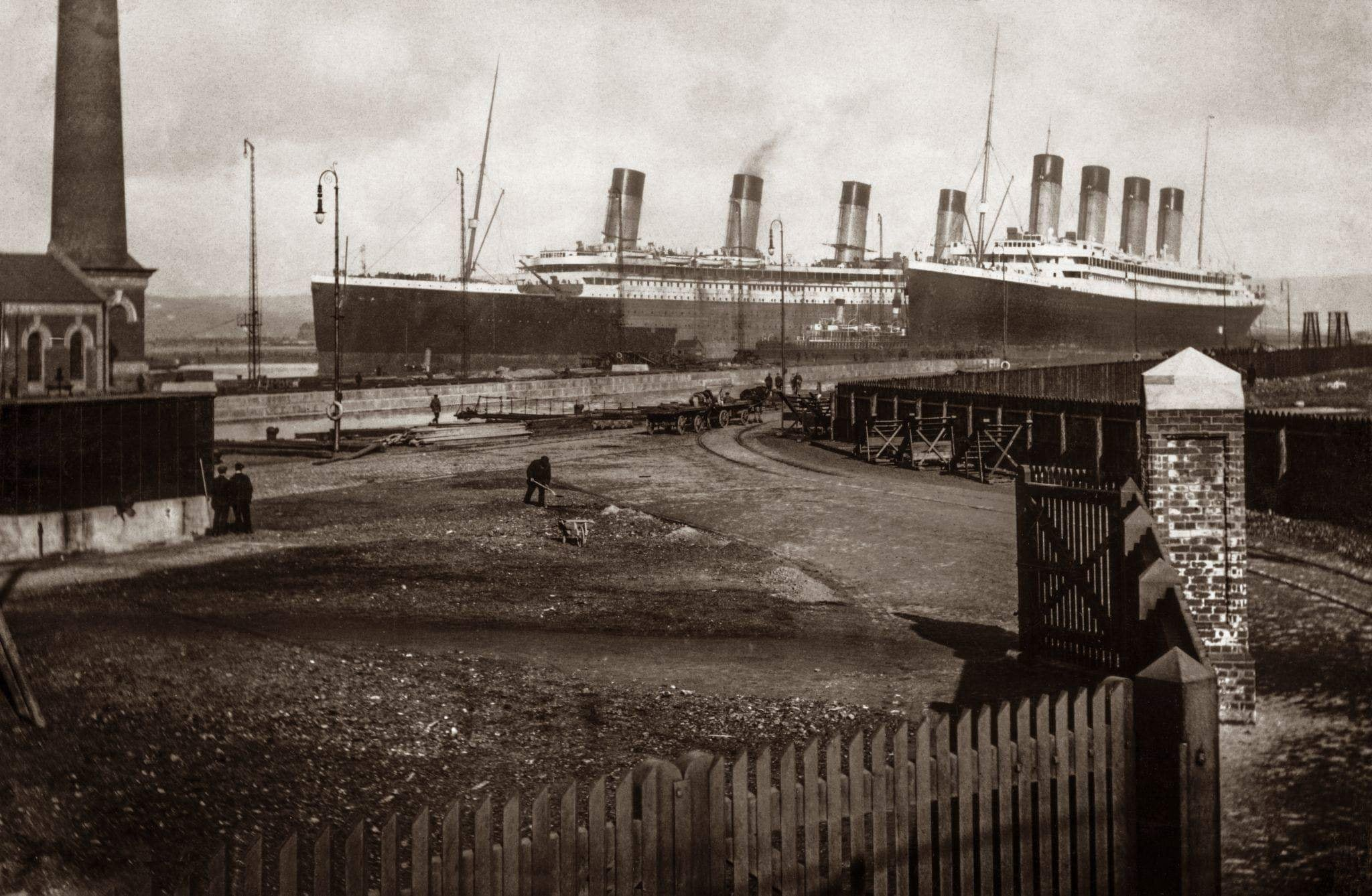
El RMS Titanic (izquierda) y RMS Olympic (derecha) fotografiados el 6 de marzo de 1912.

#### Interiormente
- Cubierta de botes: en contraste con el Olympic, la disposición de los camarotes de los oficiales, aunque se encontraban en ambos buques detrás del puente de mando, era muy distinta. La sala de radiotelegrafía Marconi del Titanic era una habitación de interior (sin ventana). Contiguos a las cabinas de los oficiales, había 5 alojamientos de 1.ª clase. Detrás de la tercera chimenea, se ubicaba una escalera que bajaba hasta la cubierta E.
- Cubierta A: respecto al Olympic, el Titanic difería en que la parte delantera de las áreas laterales de paseo de 1.ª clase se encontraba una pared con una puerta y ventana y en que dos alojamientos con baño se ubicaban al lado del vestíbulo de la escalinata trasera de 1.ª clase.
- Cubierta B: en esta cubierta era en donde el Olympic encontraba las mayores diferencias con su buque hermano. En la superestructura del Titanic, en los 3/4 delanteros de ambos costados, se extendieron las lujosas suites de 1.ª clase, dos de las cuales contaron con zona de paseo privada. Mientras que en el Olympic,  sus lujosas suites permanecieron con su diseño original, el cual incluía 2 áreas públicas de paseo cubierto. En el Titanic, el restaurante Á la Carte fue ampliado hacia el lado de babor, al igual que se realizó con su respectiva despensa y cocina. En 1/4 de los laterales traseros de estribor y babor, la sección de paseo semi-cerrado de 2.ª clase era de la mitad del tamaño que en el Olympic. En el Titanic, el lado de estribor fue ocupado por el Café Parisien (ausente en el Olympic hasta 1913) y a babor la ya comentada ampliación del restaurante.
- Cubierta C: en el diseño original del Olympic, en el lado de babor del vestíbulo de la Gran Escalera delantera de 1.ª clase, se ubicaba un guardarropa. No obstante, en octubre de 1911, durante las reformas que se le efectuaron para reparar los daños sufridos tras su colisión con el HMS Hawke, dicha estancia fue sustituida por 4 nuevos camarotes, modificación que también se incluyó en el diseño del Titanic.
- Cubierta D: el Titanic se distinguía en que la antesala que servía de entrada de 1.ª clase, contigua a la recepción, era de menor tamaño que en la del Olympic, en su diseño original de 1911. Las lámparas del techo eran distintas en la recepción y en el vestíbulo de los ascensores. Además, se erguían un mayor número de pilares en la Gran Escalinata a su paso por este nivel, así como delante de los ascensores.
- Cubierta F: el Titanic se diferenciaba del Olympic en que a estribor, en el espacio que ocupaba el baño turco, la distribución y ubicación de la cámara fría y de las dos habitaciones del champú eran distintas. En el Olympic, existían dos habitaciones para los baños eléctricos hacia babor. En el Titanic, sólo hubo una habitación para dichos baños y se hallaba a estribor. A babor, en el Titanic, las habitaciones más cercanas a la Gran Escalinata fueron alteradas cumpliendo diversas funciones.
- Cubierta G: en la sección de proa, en el Titanic, se localizaban algunas cabinas de 3.ª clase organizadas en dos grupos separados. En cambio, en el Olympic, dichos conjuntos de cabinas equivalían a dos grandes camarotes colectivos, denominados "open berths".

## La clase Olympic delsigloXXI
Ha habido varios intentos para construir una réplica funcional del Titanic. El más reciente, el Titanic II fue iniciado en 2012 por el empresario australiano Clive Palmer. Sin embargo, desde su publicación existió incertidumbre acerca del futuro del proyecto. Palmer es considerado un empresario excéntrico con un largo historial de proyectos que no llegaron a materializarse, y en 2015 se acumulaban las evidencias de que no hay intención seria de comenzar la construcción del barco. En 2016, se confirmó la cancelación del proyecto. Sin embargo, en el segundo semestre del 2018, tras solucionar sus problemas financieros, se confirmó que el proyecto del Titanic II se pondrá en marcha y estará finalizado aproximadamente en 2022.